# ホセ・モンティエル
ホセ・モンティエル（José Arnulfo Montiel Núñez、1988年3月19日 - ）は、パラグアイの元サッカー選手。元パラグアイ代表。ポジションはミッドフィールダー。

## 来歴
2005年にパラグアイ代表デビュー。2006 FIFAワールドカップのメンバーにも選ばれた。2008年までに試合に9出場した。

## 代表歴

### 出場大会
- パラグアイ代表
  - 2006 FIFAワールドカップ

### 試合数
- 国際Aマッチ 9試合 0得点（2005年-2008年）[1]

| パラグアイ代表 | 国際Aマッチ | 国際Aマッチ |
| 年             | 出場        | 得点        |
| -------------- | ----------- | ----------- |
| 2005           | 3           | 0           |
| 2006           | 2           | 0           |
| 2007           | 3           | 0           |
| 2008           | 1           | 0           |
| 通算           | 9           | 0           |